# Siostra Marta jest szpiegiem
Siostra Marta jest szpiegiem (ang. I Was a Spy) – brytyjski dramat filmowy z 1933 roku w reżyserii Victora Saville'a, zrealizowany na podstawie wspomnień Marthe Cnockaert, w którą wcieliła się Madeleine Carrol.
Film opowiada o okupowanej przez Niemców Belgii podczas I wojny światowej, gdzie miejscowa kobieta imieniem Marthe opiekuje się rannymi niemieckimi żołnierzami. Nie wiedzą oni jednak, że jest brytyjskim szpiegiem.
Siostra Marta jest szpiegiem swoją światową premierę miał 4 września 1933 roku. W Polsce zadebiutował 26 lutego 1935 roku. Otrzymał on polską wersję językową w reżyserii Tadeusza Frenkiela, która uznawana jest za najstarszy zachowany polski dubbing. Według danych z 2019 roku w zbiorach Filmoteki Narodowej zachowało się około 2/3 taśmy z tym dubbingiem.

## Obsada
- Madeleine Carroll jako Marthe Cnockaert[2] (polski dubbing: Lidia Wysocka[4])
- Conrad Veidt jako komendant Oberaertz[2] (polski dubbing: Jan Bonecki[4])
- Herbert Marshall jako Stephan[2]
- Edmund Gwenn jako burgomaster[2]
- Gerald du Maurier jako doktor[2]
- Donald Calthrop jako pan Cnockhaert[2]
- May Agate jako pani Cnockhaert
- Eva Moore jako Canteen Ma[2]
- Martita Hunt jako ciotka Lucille[2]
- Nigel Bruce jako Scottie[2]
- George Merritt jako kapitan Reichmann[2]
- Anthony Bushell jako Otto[4]

## Odbiór
W przeprowadzonej ankiecie Siostra Marta jest szpiegiem została okrzyknięta najlepszym brytyjskim filmem 1933 roku, a występ Madeleine Carroll uznano za najlepszy w brytyjskim filmie.
Mimo sukcesu kasowego film nie podobał się samemu reżyserowi, choć Herbert Mason zapewnił go, że to jego najlepszy dotychczasowy film.